# Battaglia di Armentières
La battaglia di Armentières è stata una battaglia combattuta tra il 13 ottobre ed il 2 novembre 1914 durante la Corsa al mare, nell'ambito del fronte occidentale della prima guerra mondiale.
Durante questa battaglia gli inglesi tennero con successo la linea nel proprio settore, contrastando efficacemente i ripetuti assalti tedeschi. Nella parte meridionale del fronte, questa battaglia si fuse con la battaglia di La Bassée, e in quella settentrionale con quella di Messines.